# Horus transvaalensis
Horus transvaalensis es una especie de arácnido del orden Pseudoscorpionida de la familia Olpiidae.

## Distribución geográfica
Se encuentra en  el sur de África.